# Технічна премія «Греммі»
Технічна премія «Греммі» — це нагорода Греммі за особливі заслуги, яка вручається окремим особам або компаніям, які зробили видатний технічний внесок у сферу звукозапису. Нагороду вперше було вручено в 1994 році доктору Томасу Г. Стокхему молодшому. Серед інших лауреатів цієї нагороди — Рей Долбі, Ікутаро Какехаші, Руперт Нів, Лес Пол, Філ Рамон, Роберт Муг, Джефф Емерік, Том Дауд, Білл Патнем, Джордж Массенбург, Роджер Лінн, Лео Фендер і Томас Алва Едісон. Серед нагороджених компаній — AKG, Apple, Digidesign, JBL, Lexicon, Shure і Sony / Philips.

## Лауреати премії
Наступні особи та компанії отримали технічну премію «Греммі» починаючи з 1994 року:
- 1994 — Томас Г. Стокхем
- 1995 — Рей Долбі
- 1997 — Руперт Нів
- 1998 — Джордж Массенбург, Sony / Philips
- 1999 — Georg Neumann GmbH
- 2000 — Білл Патнем, AMS Neve
- 2001 — Лес Пол, Digidesign[3]
- 2002 — Роберт Муг, Apple[4]
- 2003 — Джефф Емерік, Shure
- 2004 — Дуглас Сакс, Solid State Logic
- 2005 — Філ Рамон, JBL
- 2006 — Том Дауд, Bell Labs / Western Electric
- 2007 — Девід М. Сміт, Yamaha[5]
- 2008 — Джон Ергл, Ampex[6]
- 2009 — Лео Фендер, Universal Audio
- 2010 — Томас Алва Едісон, AKG
- 2011 — Роджер Лінн, Waves Audio
- 2012 — Роджер Ніколс, Celemony
- 2013 — Ікутаро Какехаші та Дейв Сміт, Royer Labs
- 2014 — Еміль Берлінер, Lexicon
- 2015 — Реймонд Курцвейл
- 2016 — Гарві Флетчер, EMT
- 2017 — Алан Блумлайн
- 2018 — Річард Фактор і Ентоні Аньєлло
- 2019 — Сол Вокер
- 2020 — Джордж Аугспургер
- 2021 — Деніел Вайс
- 2023 — Audio Engineering Society, Енді Гільдебранд
- 2024 — Том Кобаяші, Том Скотт